# Колтовский, Егор Иванович
Егор Иванович Колтовский (5 апреля 1792, Вязьма, Смоленская губерния — 5 апреля 1870, Одесса, Херсонская губерния) — русский морской офицер, адмирал (1860). Участник Русско-турецкой войны (1828—1829), Кавказской войны, Крымской войны.

## Биография
Из дворян. В 1812 году, по окончании Морского корпуса, произведён в мичманы. Первые годы службы плавал в Белом море и Ледовитом океане. В 1818 году был переведён в Черноморский флот. Первые 4 года плавал на йолах и баркасах Дунайской флотилии.
В 1824 году назначен командиром люгера «Стрела», на котором в 1826 году доставлял мостовые понтоны для армии на Дунай. В следующем году назначен командиром 20-пушечного брига «Орфей», получившего известность своей неутомимостью в войну 1828—1829 годов. В начале июня 1828 года, крейсируя отдельно от флота, Колтовский появился под стенами Кюстенджи, осажденного с суши генералом Ф. В. Ридигером. Выдержав трёхдневный упорный бой с сильнейшим неприятелем, Колтовский отвлёк на себя турецкие суда, дотоле способствовавшие обороне крепости. Под конец боя, когда на бриге орудия были подбиты, турки пытались овладеть им, сцепившись на абордаж. «Орфей», после отчаянного сопротивления, отбился и благополучно ушёл в море. Раненый саблей в руку, Колтовский за это дело был награждён золотой шпагой и представлен Государю.

Весной 1829 года крейсировал совместно с фрегатом «Штандарт» и бригом «Меркурий». Принял участие в осаде Мессемврии и взятии Ахиолло. Пожалован чином капитана 2 ранга и назначен командиром 44-пушечного фрегата «Поспешный». На этом фрегате командовал экспедицией для овладения Василико, участвовал во взятии Агатополя и 7 августа вошёл в состав отряда для атаки крепости Инада. «Поспешный» был поставлен против центрального редута № 3. Подавив своим огнём оборону турок, Колтовский высадил десант и через 2 часа овладел редутом. 11 сентября 1829 года награждён орденом Святого Георгия 4 степени № 4279 
За взятие Инады.
Вскоре после заключения мира назначен командиром фрегата «Эривань», на котором участвовал в перевозке войск в Россию в течение зимы 1829 года. Затем вступил в командование линкором «Норд-Адлер». Два года спустя назначен на постройку 120-пушечного корабля «Варшава», которым и командовал до 1839 г.
После нескольких лет службы на Балтийском флоте вернулся в Чёрное море и принял участие в покорении Кавказа, почти непрерывно командуя отрядами судов, назначавшихся для перевозки войск и крейсерства у абхазских берегов, до 1850 г. К этому времени относится его деятельность по снятию с мели и спасению судов отряда контр-адмирала Ф. А. Юрьева, потерпевших крушение в Новороссийской бухте в ночь на 13 января 1848 года.
В 1851 году Колтовский произведён в вице-адмиралы и в следующем году назначен председателем комитета по сооружению сухих доков и адмиралтейства в Севастополе. На этом посту застала его Восточная война. Во время осады он заведовал перевозкой казённого имущества в Николаев. 4 января 1860 г. произведён в адмиралы и уволен в отставку по болезни.

## Семья
- сын, Митрофан Егорович (1836—1896) — адъютант адмирала П. С. Нахимова, затем контр-адмирал, генерал-лейтенант, Керчь-Еникальский градоначальник в 1885—1896 годах.